# 新テンプル騎士団
新テンプル騎士団（しんテンプルきしだん）は、オーストリアの評論家アドルフ・ヨーゼフ・ランツによって創設された反ユダヤ主義の秘密結社である。
1889年にランツが傾倒していた聖堂騎士団の名称と儀礼を踏襲した新テンプル騎士団を設立、1907年にはドナウ河を見下ろす地に聖堂を建てる。この結社は、ランツが書いた「入会者のための秘密の聖書」など10冊の手引きに基づく手の込んだ儀礼を行っていた。

## 参考資料
- 『神秘学の本』（学研、ISBN 4-05-601431-0）

| サブスタブ | この項目は、まだ閲覧者の調べものの参照としては役立たない、書きかけの項目です。この項目を加筆・訂正などしてくださる協力者を求めています。このテンプレートは分野別のサブスタブテンプレートやスタブテンプレート（Wikipedia:分野別のスタブテンプレート参照）に変更することが望まれています。 |